# Кръстьо Белев
Кръстьо Димитров Белев (изписване до 1945 година: Кръстьо Димитровъ Бѣлевъ) е български писател, функционер на Българската комунистическа партия. Съветски шпионин.

## Биография
Роден е на 5 март 1908 година в сярското село Горно Броди, което тогава е в Османската империя. Баща му Димитър Белев е деец на ВМОРО, през Балканската война доброволец в Македоно-одринското опълчение, завеждащ прехраната на 6-а охридска дружина, награден с орден „За храброст“, IV степен..След Междусъюзническата война в 1913 година родното му село попада в Гърция и родителите му бягат в България. Белев учи в Хасково и Пловдив. Започва да пише в 1923 година.
Работи като тютюноработник, обущар и тухлар в Пловдив. Повлиян е от комунистическите идеи и за нелегална дейност в 1926 година е осъден на смърт, като присъдата му е заменена с 15 години затвор, тъй като е малолетен. Освободен е от затвора в 1932 година.
Кръстю Белев е „плащан другар“ – на издръжка на БКП и съветското разузнаване. В 1932 година заедно с Георги Димитров участва в Първия световен антивоенен конгрес в Амстердам, същата година присъства там и на Международния конгрес на студентите. Съветското разузнаване му възлага задачи във Виена и Париж (1933 – 1934). Завръща се в България с нови задачи, след една от тях е арестуван в Румъния заради партийна дейност и върнат в България, където по предишната присъда отново лежи в затвора (1934 – 1936). След освобождаването си е секретен сътрудник на съветските военни аташета и резиденти. Създава нелегални канали с Австрия, Турция и Румъния, през 1937 - 1938 г. е в Испания, участва и в конгреса на Международната асоциация на писателите против фашизма в Мадрид, пребивава и в СССР.
В края на 1939 година по поръчение на съветския военен аташе в България И. Ф. Дергачев организира и ръководи разузнавателната група „Август“ (1939 – 1941). Във връзка е със съветските шпиони Владимир Заимов в София и Антон Прудкин във Варна. Организира разузнавателни и диверсионни групи. Интерниран е като комунист в лагера Гонда вода от февруари 1941 до февруари 1942 година. През септември 1942 година е арестуван за разузнавателна дейност и е осъден за шпионаж в полза на чужда държава (февруари 1943).
След Деветосептемврийския преврат (1944) е главен инспектор в Министерството на информацията и изкуствата и военен кореспондент; занимава с писателска дейност. Автор е многобройни разкази, статии, пътеписи, романи (като „Планино, Пирин планино“ и други са с македонистка насоченост), както и на филмови сценарии. Умира на 25 януари 1978 г.

## Произведения
Сценарии:
- Данка (1952)

Разкази:
- „Двубоят“ (1931)
- „Смяна на знамената“ (1933)
- „На стълбата“ (1937)
- „Под знамето на победата“ (1945)
- „Ръцете от слонова кост“ (1968)

Репортажи:
- „Песента на налъмите“ (1933)
- „Берлин. Репортажи от световния град“ (1933)
- „В страната на черните ризи“ (1936)
- „Песен на свободата“ (1945)
- „Машини и хора“
- „Под небето на Париж“

Пътеписи:
- „Запад“
- „Изток“
- „Земята, която ни храни“

Повести:
- „Морето мълчи“ (1967)
- „Планино, Пирин планино“
- „Нощ над бесилките“
- „Родна земя“

Романите:
- „Пробивът“ (1937, ІІІ преработено издание 1952)
- „Мирът“ (1939)
- „Девойките от завода“ (1952)
- „Пробудени планини“ (1955)
- „Под небето на Париж“